# Mycosphaerella clymenia
Mycosphaerella clymenia är en svampart som först beskrevs av Pier Andrea Saccardo, och fick sitt nu gällande namn av Johanson ex Oudem. 1897. Mycosphaerella clymenia ingår i släktet Mycosphaerella och familjen Mycosphaerellaceae.   Inga underarter finns listade i Catalogue of Life.